# Петриковиц, Харальд фон
Ха́ральд фон Петрико́виц (нем. Harald von Petrikovits; 8 августа 1911, Рёмерштадт — 29 октября 2010, Бонн) — немецкий археолог.
Профессор, доктор философии (Dr. phil.) (1934).
Учился в Венском университете. До 1951 года военнопленный в СССР. В 1958—1973 годах директор Рейнского земельного музея в Бонне. С 1961 года профессор кафедры истории древнего мира Боннского университета (эмерит).
Член Гёттингенской академии наук (1974).
Член-корреспондент Гейдельбергской АН (1982).
Член-корреспондент Британской академии (1985).
Почётный доктор Вюрцбургского университета.